# نهر الكونغو
نهر الكونغو (بالإنجليزية: Congo River) هو نهر ينبع من جنوب شرق جمهورية الكونغو الديمقراطية (زائير سابقا)، وهذا النهر يعد ثاني أطول نهر في أفريقيا بعد نهر النيل، وأولها من حيث مساحة الحوض، كما أنه يعد ثاني أكثر الأنهار تدفقا وغزارة في العالم بعد نهر الأمازون.
يتميز النهر بعنفوان قوي حيث يفوق متوسط قوة تدفق المياه فيه 40 ألف متر مكعب في الثانية، يمنحه ذلك طاقة كبيرة لتوليد الكهرباء تفي باحتياجات القارة الأفريقية كلها من الكهرباء، ومع ذلك يعد متوسط استهلاك جمهورية الكونغو من الكهرباء من أضعف معدلات الاستهلاك في العالم. وعلى الرغم من إنشاء حكومة الكونغو محطتين لتوليد الكهرباء على المجرى السفلي للنهر منذ عام 1982 إلا أنه لا تزال الكثير من المناطق وأحياء العاصمة كينشاسا غارقة في الظلام، ويعتمد السكان على أضواء الشموع لإنارة منازلهم.
يغذي النهر الذي يبلغ طوله حوالي 4700 كيلومتر شبكة كبيرة من الروافد، تصله من الجهات الشمالية والغربية. أكبر تلك الروافد نهر أونجي الذي يعد أهم الروافد الشمالية لنهر الكونغو، الذي يغذيه بدوره نهران أحدهما هو (يومو) الذي ينبع من خط تقسيم المياه بين النيل والكونغو، والآخر نهر (أويلي) الذي ينبع من أخدود يقع عند التقاء الحدود السودانية الأوغندية والزائيرية.
تصب مياه بحيرة تنجانيقا في نهر الكونغو وفي نهاية المطاف إلى المحيط الأطلسي.
عندما يلتقي (يومو) و(أويلي)، يكونان الأوبنجي الذي يسير مع حدود أفريقيا الوسطى ليلتقي مع نهر الكونغو عند بحيرة تومبا. أما الروافد الجنوبية للنهر فهي التي تعد مسؤولة عن موجات المد العالية التي تصاحب النهر خريفا وشتاء. وهي روافد كثير مثل نهر كاساي، لومامي، لويلاكا، أهمها هو نهر كاساي الذي يعد شبكة نهرية كبيرة، ينبع من هضبة أنغولا، ويصل إلى نهر الكونغو عند منطقة تدعى ليوبولدفيل حيث يسير الكونغو بعد اتحاده مع كاساي بإتجاه الشمال فيضيق مجرى النهر، وتنتشر فيه المساقط المائية أهمها شلالات ليفنجستون وشلالات إنجا، ثم ينحرف النهر قليلا باتجاه الجنوب إلى أن ينتهي به الحال ليصب في المحيط الأطلسي.
تتميز منطقة مصب النهر بأنها عبارة عن واد غاطس مغمور بمياه المحيط كما يتفرع النهر عند دلتا المصب إلى عدة فروع، توجد بينها عدة جزر رملية مغطاة بالحشائش والأشجار، كجزير ماتيبا وجزيرة يوفياكا. يتميز النهر بمجراه المتسع، كما أن هناك أجزاء كبيرة منه صالحة للملاحة. تبلغ كمية الرواسب التي يحملها النهر سنويا حوالي 68 مليون طن، كما تمتد مياهه العذبة داخل المحيط الأطلسي عند نقطة المصب لمسافة 30 كيلومتر. وبسبب تلك الحمولة العالية من الرواسب يظهر لونه المتعكر في مياه المحيط عند نقطة الالتقاء بينهما وعلى طول الساحل لمسافة 500 كيلومتر.
يشمل حوض نهر الكونغو عدة دول: جمهورية الكونغو الديمقراطية، الكاميرون، جمهورية أفريقيا الوسطى، الغابون، وجزء من غينيا.

## حوض ومجرى النهر
يغطي حوض نهر الكونغو مساحة 4,014,500 كم مربع (1,550,000 ميل مربع) والتي تعادل تقريبًا مساحة الاتحاد الأوروبي. تتراوح شدة تدفق مياه النهر عند منبعه ما بين 23,000 وحتى 75,000 متر مكعب/الثانية (810,000 وحتى 2,650,000 قدم مكعب/الثانية) بمتوسط 41,000 متر مكعب/الثانية (1,400,000 قدم مكعبة/الثانية). ينقل النهر سنويًا 86 مليون طن من الرواسب المعلقة إلى المحيط الأطلسي بالإضافة إلى 6% من حمولة القاع.
يتدفق النهر وروافده عبر غابات الكونغو المطيرة، ثاني أكبر منطقة غابات مطيرة في العالم، بعد غابات الأمازون المطيرة في أمريكا الجنوبية. يعتبر النهر أيضًا ثاني أكبر نهر تدفقًا في العالم، بعد نهر الأمازون، وهو واحد من أعمق الأنهار في العالم، بأعماق تتجاوز 220 مترًا (720 قدمًا)، ولأن حوض التصريف الخاص به يشمل مناطق شمال وجنوب خط الاستواء فإن تدفقه مستقر، ويوجد دائمًا جزء واحد على الأقل من النهر يشهد موسمًا ممطرًا.
تقع منابع الكونغو في مرتفعات وجبال صدع شرق إفريقيا، بالإضافة إلى بحيرة تنجانيقا وبحيرة مويرو المغذية لنهر لوالابا، الذي يصبح اسمه نهر الكونغو أسفل شلالات بويوما. يعتبر نهر تشامبيشي في زامبيا منبع نهر الكونغو، وذلك وفقًا للمعيار المعتمد في جميع أنحاء العالم والمتمثل في استخدام أطول رافد من أجل تحديد المنبع، مثلما هو الحال مع نهر النيل.
يتدفق نهر الكونغو بشكل رئيسي نحو الشمال الغربي من كيسانغاني مباشرة أسفل شلالات بويوما، ثم ينعطف تدريجيًا نحو الجنوب الغربي مرورًا بمبانداكا، وينضم إلى نهر أوبانجي ويلتقي ببحيرة ماليبو (بحيرة ستانلي). تقع كينشاسا (ليوبولدفيل سابقًا) وبرازافيل على ضفتي النهر عند البركة، حيث يضيق النهر ويسقط على شكل عدة شلالات في أخاديد عميقة (تعرف مجتمعة باسم شلالات ليفينغستون)، ويمر بماتادي وبوما، ويصب في البحر عند مواندا.
يتكون الكونغو السفلي من الأجزاء «السفلية» من النهر الكبير، ويمتد هذا الجزء من النهر من مصبه على ساحل المحيط الأطلسي إلى عاصمتي برازافيل وكينشاسا التوأم. يحتوي هذه الجزء من النهر على رافدين مهمين يقعان على الجانب الأيسر للنهر أو في ناحيته الجنوبية. ينبع نهر كويلو من التلال القريبة من الحدود الأنغولية، ويدخل الكونغو على بعد 100 كم من ماتادي. أما الرافد الآخر فهو نهر إنكيسي الذي يتدفق شمال مقاطعة أويجي في أنغولا حتى نقطة الالتقاء مع الكونغو في زونغو على بعد نحو 80 كم (50 ميل) من العاصمتين التوأم باتجاه مجرى النهر. هذه المنطقة من النهر غير مخدمة بالقوارب النهرية باستمرار بسبب العدد الهائل من المنحدرات النهرية، وخصوصًا شلالات ليفينغستون.

## الأهمية الاقتصادية
الاهلى جاب جون 
على الرغم من أن شلالات ليفينغستون تمنع الوصول من البحر، إلا أن الكونغو بأكمله تقريبًا يقع فوق هذه الشلالات، وقابل للملاحة في هذه الأجزاء بسهولة، وبخاصة بين كينشاسا وكيسنغاني. عملت البواخر النهرية الكبيرة في النهر حتى مدة قريبة جدًا. ولا يزال نهر الكونغو شريان الحياة في أرض لا يوجد فيها إلا القليل من الطرق أو السكك الحديدية. تتخطى السكك الحديدية اليوم الشلالات الرئيسية الكبرى، ويمر جزء كبير من تجارة أفريقيا الوسطى على طول النهر، بما في ذلك النحاس، وزيت النخيل (أساس المادة)، والسكر، والقهوة، والقطن.

### الطاقة الكهرومائية
يُعد نهر الكونغو أقوى نهر في أفريقيا. خلال موسم الأمطار، يتدفق أكثر من 50,000 متر مكعب (1,800,000 قدم مكعبة) من المياه في الثانية إلى المحيط الأطلسي. لذلك، تُعد فرص توليد الطاقة الكهرومائية في نهر الكونغو وروافده هائلة. قدر العلماء أن حوض الكونغو بأكمله يمثل 13% من إمكانات الطاقة الكهرومائية العالمية، ومن شأن ذلك أن يوفر طاقة كافية لتلبية جميع احتياجات الكهرباء في أفريقيا جنوب الصحراء الكبرى.
يوجد حاليًا نحو 40 محطة لتوليد الطاقة الكهرومائية في حوض الكونغو، أكبرها سدود إنغا الموجودة على بعد نحو 200 كيلومتر (120 ميل) جنوب غرب كينشاسا. أُطلق المشروع في مطلع سبعينيات القرن العشرين. عندما انتهى بناء أول سد، استوجبت الخطة (في الأصل) بناء خمسة سدود تكون قدرتها الإجمالية توليد طاقة بقيمة 34,500 ميغاواط. حتى الآن، بُني سدا إنغا 1 وإنغا 2 فقط، ويولدان 1,776 ميغاواط من الطاقة.
في فبراير 2005، أعلنت إسكوم، شركة الطاقة المملوكة للدولة في جنوب أفريقيا، عن اقتراح لتوسيع إنتاج الطاقة من خلال بعض التحسينات وبناء سد كهرومائي جديد. ومن شأن المشروع أن يرفع قدرة إنتاج المنشأة إلى الحد الأقصى البالغ 40,000 ميغاواط. ثمة مخاوف من أن تؤدي هذه السدود الكهرومائية الجديدة إلى انقراض العديد من أنواع الأسماك الأصلية التي تعيش في النهر.

## التاريخ الطبيعي
تشكل المسار الحالي لنهر الكونغو منذ 1.5 - 2 مليون سنة مضت، خلال العصر البلستوسيني. على الأرجح أنه خلال هذه الفترة، انضم العديد من الروافد العليا لنهر الكونغو من أحواض أنهار مجاورة لأسباب مختلفة، بما في ذلك نهر أويلي وأوبانغي الأعلى من فروع نهر تشاري ونهر تشامبيشي إلى جانب عدد من روافد نهر كاساي العليا التابعة لنهر زامبيزي.
قد يكون تشكيل نهر الكونغو قد أدى إلى الاختلاف الجيني المتباين بين البونوبو والشامبانزي العادي بعد آخر سلف مشترك لهما. يتوطن البونوبو فقط في الغابات الرطبة للمنطقة، بالإضافة إلى أنواع فريدة أخرى مثل سعدان المستنقعات ألين وقرد درياس والجين المائي وحيوان الأوكابي وطاووس الكونغو.
من ناحية الحياة المائية، يتمتع حوض نهر الكونغو بتنوع بيولوجي كبير ومن أعلى الكثافات المعروفة للأنواع المتوطنة هناك. اعتبارًا من 2009، سُجل قرابة 800 نوعًا من الأسماك في حوض نهر الكونغو (باستثناء بحيرة تانجانيقا، المرتبطة بالنهر لكنها مختلفة بيئيًا للغاية). لا تزال أجزاء كبيرة من الحياة المائية في النهر غير مستكشفة فعليًا. فمثلًا، في 2006 لم تؤخذ عينات من القسم الموجود في متنزه سالونغا الوطني، البالغة مساحته نحو مساحة بلجيكا. تُوصف أنواع جديدة من الأسماك علميًا بشكل شبه منتظم من حوض نهر الكونغو، ويُكتشف العديد من الأنواع غير الموصوفة.
يعد نهر الكونغو أكثر الأنهار الأفريقية تنوعًا بيولوجيًا بفرق شاسع عن غيره. بالمقارنة، فإن الأنهار التي تليه تنوعًا، وهي نهر النيجر ونهر فولتا ونهر النيل، تحتوي على ما يقرب من 240 و140 و130 نوع من الأسماك، على التوالي. وبسبب الاختلافات البيئية الكبيرة بين المناطق في حوض الكونغو - بما في ذلك الموائل الأصلية مثل الشلالات النهرية والأنهار العميقة والمستنقعات والبحيرات - غالبًا ما يُقسم إلى العديد من المناطق البيئية (بدلًا من معاملته كمنطقة بيئية واحدة). من بين هذه المناطق البيئية، شلالات ليفينغستون وتحتوي على أكثر من 300 نوع من الأسماك، بما في ذلك 80 نوعًا متوطنًا تقريبًا بينما يحتوي الجزء الجنوبي الغربي (حوض نهر كاساي) على أكثر من 200 نوع من الأسماك، نحو ربعها متوطنة (غير موجودة في أي منطقة أخرى في العالم).
عائلات الأسماك السائدة - على الأقل في أجزاء من النهر - هي الكاربيات (مثل لابيو سيمبسوني)، وأسماك قنومية (أسماك الفيل)، وآليستيدات (تيترا الأفريقية)، وموشوكيات (السلور الصاخب)، والبلطيات (سيشليد). من بين الأنواع الأصلية في النهر سمكة النمر العملاقة الضخمة، الّلاحمة بدرجة عالية. ثلاثة من أكثر الأنواع المتوطنة النادرة هي لامبرولوغوس ليثوبس العمياء البيضاء (اللا صبغية)، ومن المعتقد أنها تعيش على عمق يصل إلى 160 مترًا (520 قدمًا) تحت سطح الماء، وهيتروكرومس مالتيدنس، المرتبطة ارتباطًا وثيقًا ببلطيات الأمريكتين أكثر من بلطيات أفريقيا الأخرى، وكايكوباربوس غيرتسي، النوع الوحيد المعروف من سمك الكهوف في أفريقيا الوسطى. ثمة أيضًا العديد من الضفادع والحلزونات المتوطنة فقط في هذه المنطقة. هنالك خطط لبناء عدة سدود كهرومائية على النهر، وقد تؤدي هذه السدود إلى انقراض العديد من الأنواع المتوطنة.
يحتوي النهر أيضًا على العديد من أنواع السلاحف وعلى التمساح ذو الأنف النحيل وتمساح النيل والتمساح القزم، وهي من الأنواع الأصلية في حوض نهر الكونغو. تعيش خراف البحر الأفريقية في الأجزاء السفلية من النهر.